# 1 500 mètres masculin de patinage de vitesse sur piste courte aux Jeux olympiques de 2022
Navigation
Pyeongchang 2018 Milan-Cortina 2026
L'épreuve masculine du 1 500 mètres de patinage de vitesse sur piste courte aux Jeux olympiques de 2022 a lieu le 11 février 2022 au Palais omnisports de la capitale de Pékin.

## Médaillés
| Or                            | Argent                 | Bronze                 |
| Hwang Dae-heon (Corée du Sud) | Steven Dubois (Canada) | Semen Elistratov (ROC) |

## Résultats

### Quarts de finale
| Rang | Poule | Patineur           | Pays            | Temps                | Notes |
| ---- | ----- | ------------------ | --------------- | -------------------- | ----- |
| 1    | 1     | Lee June-seo       | Corée du Sud    | 2 min 18 s 630       | Q     |
| 2    | 1     | Sven Roes          | Pays-Bas        | 2 min 18 s 687       | Q     |
| 3    | 1     | Stijn Desmet       | Belgique        | 2 min 19 s 112       | Q     |
| 4    | 1     | Sun Long           | Chine           | 2 min 19 s 244       |       |
| 5    | 1     | Andrew Heo         | États-Unis      | 2 min 19 s 582       |       |
| PEN  | 1     | Pietro Sighel      | Italie          |                      | PEN   |
| 1    | 2     | Shaolin Sándor Liu | Hongrie         | 2 min 09 s 213       | Q OR  |
| 2    | 2     | Pascal Dion        | Canada          | 2 min 09 s 723       | Q     |
| 3    | 2     | Denis Aïrapetian   | ROC             | 2 min 09 s 776       | Q     |
| 4    | 2     | Vladislav Bykanov  | Israël          | 2 min 09 s 932       | q     |
| 5    | 2     | Roberts Krūzbergs  | Lettonie        | 2 min 10 s 999       |       |
| 6    | 2     | Michal Niewinski   | Pologne         | 2 min 12 s 852       |       |
| 1    | 3     | Hwang Dae-heon     | Corée du Sud    | 2 min 14 s 910       | Q     |
| 2    | 3     | Semen Elistratov   | ROC             | 2 min 15 s 094       | Q     |
| 3    | 3     | Steven Dubois      | Canada          | 2 min 15 s 123       | Q     |
| 4    | 3     | Kota Kikuchi       | Japon           | 2 min 15 s 243       |       |
| 5    | 3     | Reinis Berzins     | Lettonie        | 2 min 15 s 371       | ADV   |
| PEN  | 3     | Ryan Pivirotto     | États-Unis      |                      | PEN   |
| 1    | 4     | Charles Hamelin    | Canada          | 2 min 11 s 239       | Q     |
| 2    | 4     | Adil Galiakhmetov  | Kazakhstan      | 2 min 11 s 823       | Q     |
| 3    | 4     | Park Jang-hyuk     | Corée du Sud    | 2 min 12 s 116       | Q     |
| 4    | 4     | Quentin Fercoq     | France          | 2 min 15 s 347       |       |
| 5    | 4     | Itzhak de Laat     | Pays-Bas        | 3 min 08 s 907 chute |       |
| PEN  | 4     | Denis Nikisha      | Kazakhstan      |                      | PEN   |
| 1    | 5     | Sjinkie Knegt      | Pays-Bas        | 2 min 12 s 208       | Q     |
| 2    | 5     | Kazuki Yoshinaga   | Japon           | 2 min 12 s 450       | Q     |
| 3    | 5     | John-Henry Krueger | Hongrie         | 2 min 12 s 525       | Q     |
| 4    | 5     | Yuri Confortola    | Italie          | 2 min 12 s 853       | q     |
| 5    | 5     | Shōgo Miyata       | Japon           | 2 min 13 s 799       |       |
| 6    | 5     | Zhang Tianyi       | Chine           | DNF chute            | DNF   |
| 1    | 6     | Ren Ziwei          | Chine           | 2 min 15 s 376       | Q     |
| 2    | 6     | Shaoang Liu        | Hongrie         | 2 min 15 s 376       | Q     |
| 3    | 6     | Farrell Treacy     | Grande-Bretagne | 2 min 16 s 880       | Q     |
| 4    | 6     | Daniil Eibog       | ROC             | 2 min 16 s 975       |       |
| 5    | 6     | Sébastien Lepape   | France          | 2 min 41 s 547 chute |       |
| 6    | 6     | Luca Spechenhauser | Italie          | 2 min 56 s 796 chute |       |

### Demi-finales
| Rang | Poule | Patineur           | Pays            | Temps                | Notes |
| ---- | ----- | ------------------ | --------------- | -------------------- | ----- |
| 1    | 1     | Lee June-seo       | Corée du Sud    | 2 min 10 s 586       | QA    |
| 2    | 1     | Shaolin Sándor Liu | Hongrie         | 2 min 10 s 685       | QA    |
| 3    | 1     | Denis Aïrapetian   | ROC             | 2 min 10 s 773       | QB    |
| 4    | 1     | Sven Roes          | Pays-Bas        | 2 min 10 s 841       | QB    |
| 5    | 1     | Stijn Desmet       | Belgique        | 2 min 11 s 169       | QB    |
| 6    | 1     | Vladislav Bykanov  | Israël          | 2 min 13 s 491       |       |
| 7    | 1     | Pascal Dion        | Canada          | 2 min 15 s 271       |       |
| 1    | 2     | Hwang Dae-heon     | Corée du Sud    | 2 min 13 s 188       | QA    |
| 2    | 2     | Semen Elistratov   | ROC             | 2 min 13 s 229       | QA    |
| 3    | 2     | Kazuki Yoshinaga   | Japon           | 2 min 14 s 014       | QB    |
| 4    | 2     | Reinis Bērziņš     | Lettonie        | 2 min 14 s 714       | QB    |
| 5    | 2     | John-Henry Krueger | Hongrie         | 2 min 18 s 671       | FB    |
| 6    | 2     | Steven Dubois      | Canada          | 2 min 38 s 000 chute | FA    |
| 7    | PEN   | Sjinkie Knegt      | Pays-Bas        |                      | PEN   |
| 1    | 3     | Shaoang Liu        | Hongrie         | 2 min 12 s 519       | Q     |
| 2    | 3     | Park Jang-hyuk     | Corée du Sud    | 2 min 12 s 751       | Q     |
| 3    | 3     | Farrell Treacy     | Grande-Bretagne | 2 min 13 s 736       | ADV A |
| 4    | 3     | Adil Galiakhmetov  | Kazakhstan      | 2 min 18 s 291       | ADV A |
| 5    | 3     | Yuri Confortola    | Italie          | DNF chute            | ADV A |
| PEN  | 3     | Ren Ziwei          | Chine           |                      | PEN   |
| PEN  | 3     | Charles Hamelin    | Canada          |                      | PEN   |

### Finale B
| Rang | Patineur           | Pays     | Temps          | Notes |
| ---- | ------------------ | -------- | -------------- | ----- |
| 1    | John-Henry Krueger | Hongrie  | 2 min 18 s 059 |       |
| 2    | Denis Aïrapetian   | ROC      | 2 min 18 s 076 |       |
| 3    | Stijn Desmet       | Belgique | 2 min 18 s 278 |       |
| 4    | Sven Roes          | Pays-Bas | 2 min 18 s 299 |       |
| 5    | Kazuki Yoshinaga   | Japon    | 2 min 18 s 499 |       |
| 6    | Reinis Bērziņš     | Lettonie | 2 min 18 s 585 |       |

### Finale A
| Rang | Patineur           | Pays            | Temps | Notes |
| ---- | ------------------ | --------------- | ----- | ----- |
| 1    | Hwang Dae-heon     | Corée du Sud    |       |       |
| 2    | Steven Dubois      | Canada          |       |       |
| 3    | Semen Elistratov   | ROC             |       |       |
| 4    | Shaoang Liu        | Hongrie         |       |       |
| 5    | Lee June-seo       | Corée du Sud    |       |       |
| 6    | Shaolin Sándor Liu | Hongrie         |       |       |
| 7    | Park Jang-hyuk     | Corée du Sud    |       |       |
| 8    | Adil Galiakhmetov  | Kazakhstan      |       |       |
| 9    | Farrell Treacy     | Grande-Bretagne |       |       |
| 10   | Yuri Confortola    | Italie          |       |       |